# فرايدا فريدمان
فرايدا فريدمان (بالإنجليزية: Frieda Friedman)‏ هي كاتبة للأطفال وكاتِبة أمريكية، (ولدت في سيراكيوز في الولايات المتحدة 1905  م).